# Ivano Zasio
Ivano Zasio (Varese, 6 de abril de 1973) es un deportista italiano que compitió en remo.
Ganó tres medallas en el Campeonato Mundial de Remo entre los años 1993 y 1995. Participó en los Juegos Olímpicos de Atlanta 1996, ocupando el octavo lugar en la prueba de cuatro sin timonel ligero.

## Palmarés internacional
| Campeonato Mundial | Campeonato Mundial            | Campeonato Mundial | Campeonato Mundial        |
| Año                | Lugar                         | Medalla            | Prueba                    |
| ------------------ | ----------------------------- | ------------------ | ------------------------- |
| 1993               | Račice (República Checa)      | Medalla de plata   | Cuatro scull ligero       |
| 1994               | Indianápolis (Estados Unidos) | Medalla de plata   | Cuatro scull ligero       |
| 1995               | Tampere (Finlandia)           | Medalla de oro     | Cuatro sin timonel ligero |